# 연방지질자원연구소

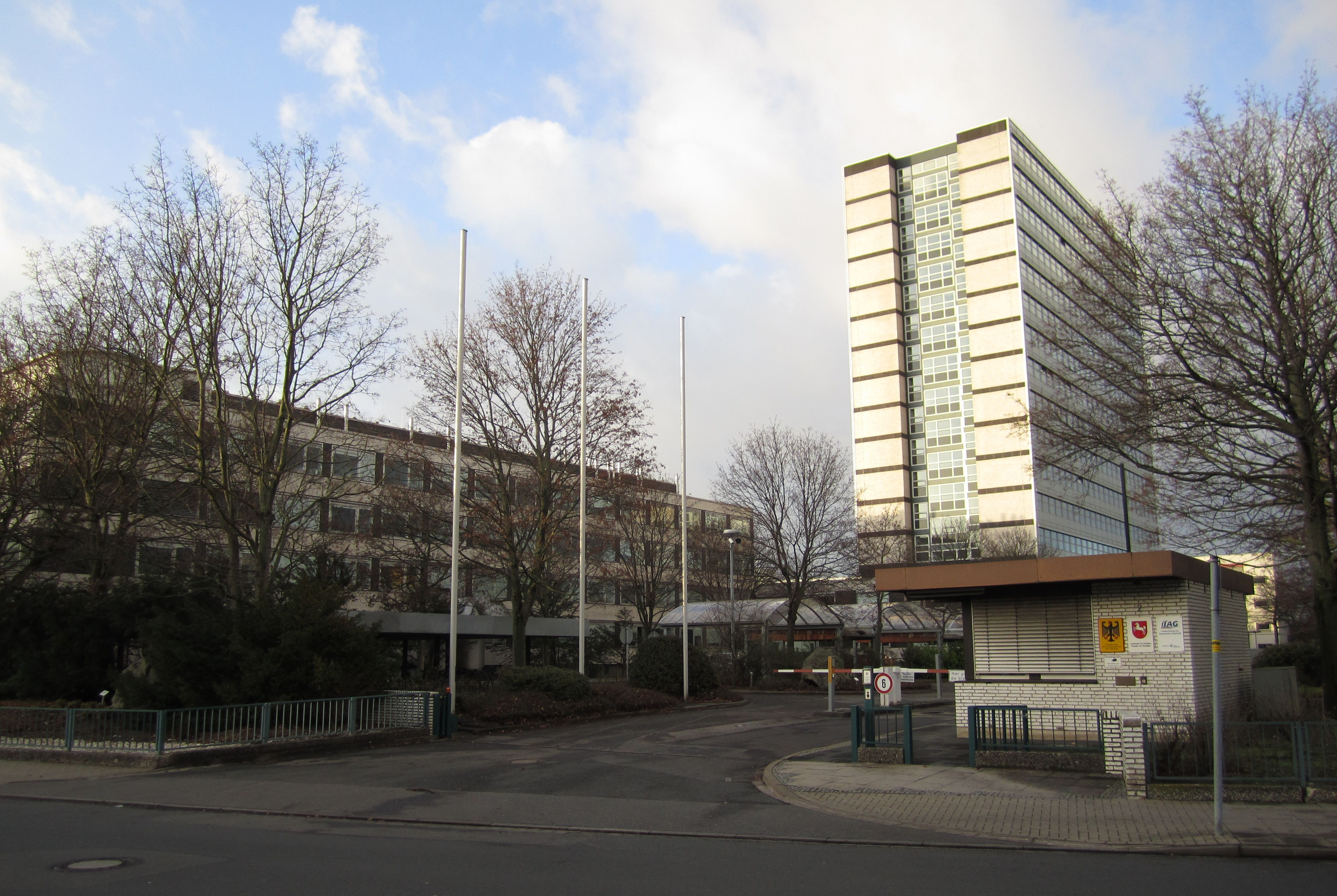
하노버의 BGR 본부

연방지질자원연구소(BGR, Bundesanstalt für Geowissenschaften und Rohstoffe)는 독일 연방 정부 산하의 국립 연구소이다. 1958년 설립되었으며, 본부는 하노버에 있다.

## 역사
1958년 11월 26일 설립되었다. 직원수는 756명이다.

## 북한 핵실험
2013년 2월 13일, 독일 연방지질자원연구소(BGR)는 북한 3차 핵실험 규모가 진도 5.2, 폭발력 40 kt이라고 홈페이지에 발표했다. BGR에 따르면 북한의 핵실험 진원지에서 8,200 km 떨어진 독일 바이에른 숲(en:Bavarian Forest) 내 핵실험 감시 시설인 GERE에서 폭발이 일어난 지 11분 6초 만에 지진 신호가 감지됐다. GERE는 국제감시제도(IMS)의 규정에 따라 BGR이 운영하고 있다. 독일 주간지 슈피겔은 한국 국방부가 발표한 6~7㏏의 위력은 정치적인 측면을 고려해 축소한 수치일 수 있다고 보도했다.
독일 연방지질자원연구소(BGR) 분석
- 2006년 북한 1차 핵실험, 진도 4.2, 핵출력 TNT 2 kt
- 2009년 북한 2차 핵실험, 진도 4.8, 핵출력 TNT 13 kt
- 2013년 북한 3차 핵실험, 진도 5.2, 핵출력 TNT 40 kt

2016년 4월 21일, 호주 비엔나에서 열린 '유럽지구과학연합(EGU) 총회 2016'에서, 독일 연방지구과학천연자원연구소(BGR) 연구진은 유럽의 인공위성 en:Sentinel-1A를 이용해 북한의 핵실험 지역인 풍계리를 탐색한 결과, 북한 4차 핵실험 이후 풍계리 주변의 지표면 암석이 최대 7cm까지 가라앉은 것을 확인했다고 발표했다.